# Donald Unger
Donald Sebastian Unger-Donaldson (* 18. März 1894 in Montreux, Schweiz; † 30. Juni 1943 in Concord, New Hampshire) war ein Schweizer Eishockeyspieler.

## Karriere
Donald Unger hatte eine schottische Mutter und wurde in der Schweiz und in England ausgebildet. Er war ein Schweizer Spitzensportler, der die Sportarten Eishockey, Tennis und Bobfahren ausübte. Seine Eishockeykarriere dauerte von 1909 bis 1924. Er begann beim Leysin HC, spielte später für den HC Bellerive, HC Les Avants und HC Caux. Im Januar 1918 gehörte er zu den Gründungsmitglieder des EHC St. Moritz, für den er bis 1924 spielte. Unger war zunächst auf der Position des Rover, wechselte aber später auf die Position des Flügelspielers.
Donald Unger nahm mit der Schweizer Eishockeynationalmannschaft an den Olympischen Winterspielen 1924 in Chamonix teil. Zudem spielte er für das Nationalteam an den Europameisterschaften 1910, 1922 sowie 1924 und gewann in den letzten beiden Jahren Bronze. 
Unger kehrte 1936 zu den Olympischen Spielen in Garmisch-Partenkirchen zurück, als er Ersatzfahrer im Schweizer Viererbob-Team war. 
Er war Offizier der Schweizer Armee, zog aber 1924 in die Vereinigten Staaten, wo er als Französisch- und Deutschlehrer arbeitete, zunächst an der Pomfret School in Connecticut und später an der St. Paul’s School in Concord, New Hampshire.